# V Muscae
V Muscae är en variabel stjärna  i stjärnbilden Flugan.
Stjärnan varierar mellan bolometrisk magnitud 14,2 och 18,3 utan påvisad periodicitet. Det är heller inte fastslaget vilken typ av variabel stjärnan tillhör.